# Cryptanura bilineata
Cryptanura bilineata là một loài tò vò trong họ Ichneumonidae.